# Saskia van Drimmelen
Saskia van Drimmelen (1968) is een Nederlands modeontwerper.

## Opleiding
Van Drimmelen volgde de modeopleiding van Marja van Riel, waar ze geïnspireerd werd door docent Berry Brun. Vervolgens studeerde  ze mode aan de ArtEZ Academie voor beeldende kunsten Arnhem, waar Brun ook haar docent was. Ze rondde haar studie af in 1993.

## Loopbaan
In 1994 werd Van Drimmelen lid van het ontwerperscollectief Le Cri Néerlandais, samen met Pascale Gatzen, Marcel Verheijen, Lucas Ossendrijver en Viktor & Rolf. Met deze groep presenteerde ze haar eerste modecollectie in Parijs. Van Drimmelen ontwierp vanaf dan meerdere collecties per jaar. Ook ontwierp ze een sportschoen voor het merk Adidas.
Van 2003 tot 2007 nam Van Drimmelen een sabbatical uit het modecircuit. In die periode speelde ze onder andere in een band samen met Rowan Moore, en ontwierp ze kleding voor popster Anouk.
Vanaf 2007 nam ze het ontwerpen weer op. Ze richtte zich vanaf dan meer op het handgemaakte. Samen met Margreet Sweerts richtte ze het collectief Painted op.